# Margaret Davidson

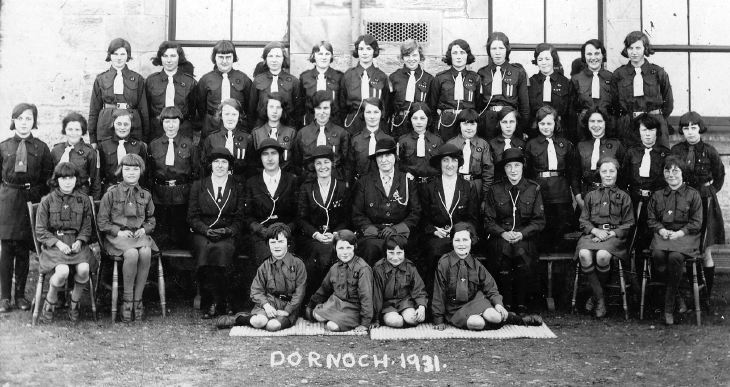
Dornoch Guides, Davidson erste Reihe sitzend, vierte von links der fünf Leiterinnen in der Mitte, 1931

Margaret Charlotte Davidson (* 16. August 1879; † 16. Februar 1978 in Dornoch, Sutherland) war eine schottisch-britische Lehrerin für moderne Sprachen und Suffragette. Sie war eine führende Persönlichkeit in den National Union of Women’s Suffrage Societies, freiwillige Krankenschwester bei den Scottish Women's Hospitals for Foreign Service im Kloster Royaumont in Frankreich während des Ersten Weltkriegs und eine frühe Leiterin in der Pfadfinderschaft der Girl Guides.  Sie gehört zu den wenigen Aktivistinnen für das Frauenwahlrecht aus den Highlands, über die historische Aufzeichnungen existieren.

## Leben
Davidson war die Tochter von  Alexander L. Davidson, einem Schulleiter, und Charlotte Anne Lindsay Shand, einer Lehrerin. Zwei Schwestern ihrer Mutter waren ebenfalls Lehrerinnen. Davidson besuchte gemeinsam mit ihrer jüngeren Schwester bis 1902 die University of St Andrews. Sie wurde Lehrerin für moderne Fremdsprachen, zunächst an der Burgh School in Dornoch im Jahr 1905, und wechselte später mit der Einrichtung zur neuen Dornoch Academy im Jahr 1913.
Davidson wurde 1912 die erste Sekretärin des Dornoch-Zweiges der National Union of Women’s Suffrage Societies (NUWSS). Der Zweig wurde 1913 von führenden Vertreterinnen der Scottish Federation of National Union of Women's Suffrage Societies besucht; und wuchs auf über 60 Mitglieder an.
Dornoch erregte auch die Aufmerksamkeit der militanten Women’s Social and Political Union (WSPU), da die Region für ihre Golfplätze bekannt war, insbesondere den Royal Dornoch Golf Club, der in den 1910er Jahren ein reiner Männerclub war. 1912 griffen die Suffragetten Lilias Mitchell und Elsie Howey Premierminister H. H. Asquith und Innenminister Reginald McKenna auf diesem Platz an. Im folgenden Jahr näherte sich eine lokale Suffragette, eine Miss Gibson, dem Premierminister erneut auf dem Golfplatz und schlug ihm den Hut vom Kopf. Ein direkter Kontakt von Davidson zu den WSPU-Aktionen ist nicht dokumentiert.
Im Mai 1915 gab Davidson ihre Lehrerinnentätigkeit auf, um sich freiwillig als Hilfskraft und später als Krankenschwester für die Versorgung der Verwundeten an der Front im Scottish Women’s Hospital im Kloster Royaumont, Frankreich, zu engagieren. Diese Krankenhäuser wurden von Elsie Inglis, einer Mitstreiterin in der NUWSS, gegründet und durch Spenden von NUWSS-Mitgliedern sowie privaten Geldgebern finanziert. Davidson diente dort ununterbrochen bis zum 29. August 1917.
„Nurse Davidson“ ist auf der Ehrentafel des Ersten Weltkriegs im Eingangsbereich der Kathedrale von Dornoch verzeichnet.
Nach dem Krieg kehrte Davidson in ihren Lehrberuf in Dornoch zurück und wurde schließlich zur Fachbereichsleiterin für die modernen Fremdsprachen befördert. Auch nach ihrer Pensionierung im Jahr 1945 war sie über viele Jahre hinweg weiterhin als Aufsichtsperson bei Prüfungen an ihrer ehemaligen Schule tätig.
Davidson und ihre Freundin Edith Hacon, die ebenfalls im NUWSS und im Scottish Women’s Hospital in Royaumont freiwillig tätig gewesen war, wohnten zusammen in Hacons Haus namens Oversteps, das heute ein Pflegeheim ist. Davidson und Hacon waren lokale Prominenz. Überliefert ist ihre Teilnahme an einem historischen Festumzug in Dornoch 1928. Die Veranstaltung erinnerte an die Verleihung der königlichen Stadtrechte an Dornoch durch Karl I. im Jahr 1628.  Beide Frauen wurden 1931 Gruppenleiterinnen der Pfadfinderschaft der Girl Guides und spielten eine zentrale Rolle bei der Entwicklung der Bewegung in Sutherland. Davidson war in der lokalen Gemeinschaft aktiv und der Kirche aktiv und sammelte Spenden für verwundete Soldaten und Krankenhäuser.
Sie verstarb 1978 im Alter von 98 Jahren im Cambusavie Hospital in der Nähe von Dornoch. Ihr Grab befindet sich auf dem Proncynain Cemetery in Dornoch.